# Zgorszenie publiczne
Zgorszenie publiczne – komedia romantyczna nagrana po śląsku, kręcona od 6 sierpnia 2008 do 9 września 2008.

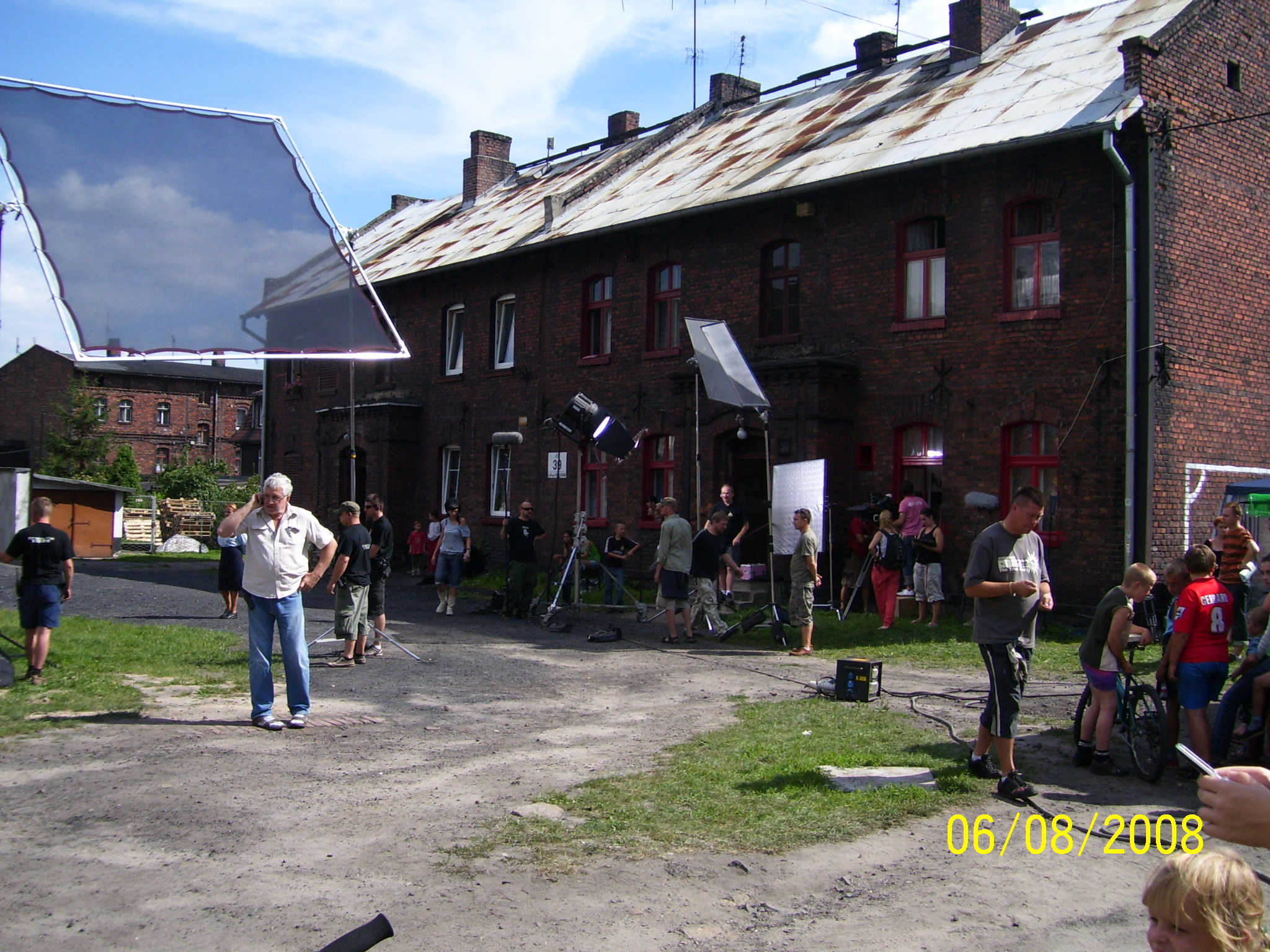
Pierwszy dzień planu filmowego Zgorszenie publiczne

## Obsada
- Krzysztof Czeczot − Romanek
- Elżbieta Romanowska − Otylia (Motylek)
- Dorota Pomykała − Ciocia Luca
- Marian Dziędziel − Erich, ojciec Romanka
- Filip Rojek − Policjant
- Wojciech Błach − Hajnel
- Andrzej Mastalerz − Franc
- Wojciech Chorąży − Jacek Pokrywka
- Barbara Horawianka − Wtorcyno
- Krystyna Jankowska − Micyno
- Sławomir Popławski − Listonosz Gerard
- Marta Waldera − Gerardowa
- Barbara Lubos-Święs − Dorota
- Justyna Święs − Isaura

## Treść filmu
Mieszkańcy Fytla w Łagewnikach (dzielnica Bytomia), chociaż film został nakręcony w Rudzie Śląskiej w Rudzkiej Kuźnicy i Hucie Kościuszki w Chorzowie 
żyją w specyficznym rytmie, poza współczesną cywilizacją. Ich spokój został zakłócony przez Zgorszeńca, którym okazał się być kochanek żony listonosza. Kiedy listonosz niespodziewanie wraca do domu, zalotnik ratuje się ucieczką przez okno. Dlatego, że nie zdążył się ubrać, to podczas ucieczki biega nago po osiedlu. Przedstawiona została miłość dwóch par na różnych etapach życia i ich perypetie w odnajdywaniu miłości.